# 角鱗點麗魚
角鱗點麗魚，為輻鰭魚綱鱸形目隆頭魚亞目慈鯛科的其中一種，分布於非洲馬拉威湖北部流域， 體長可達10.8公分，棲息在湖泊沙石底質水域，生活習性不明，可作為觀賞魚。

## 擴展閱讀
維基物種上的相關：角鱗點麗魚